# Halt dein Maul
Halt dein Maul ist eine Single des Albums Stricksocken Swagger des deutschen Comedytrios Y-Titty. Das Lied wurde am 9. August 2013 als digitale Download-Single auf Amazon und iTunes veröffentlicht. Am 16. August 2013 schaffte es Y-Titty erstmals auf Platz 5 der deutschen Singlecharts, auch in der Schweiz und Österreich wurde eine Platzierung in den Top-10 erreicht.

## Produktion
Die Musik von Halt dein Maul wurde, wie bei den Vorgängersongs Ständertime, Der letzte Sommer und Fest der Liebe, von Emanuel Uch (TheEmU) komponiert und produziert. Den Liedtext schrieb Philipp Laude alias Phil, der auch Regie beim Dreh des offiziellen Musikvideos führte. Executive Producer war bei diesem Matthias Roll alias TC, für die Kamera ist Phil Matt zuständig gewesen. Das Musikvideo zu Halt dein Maul wurde 14 Stunden nach der Single-Veröffentlichung, die um Mitternacht stattfand, am 9. August 2013 von Y-Titty auf YouTube freigeschaltet. Die Fans konnten die Freischaltung erstmals live über einen Videostream mitverfolgen.

## Inhalt

### Lied
Im Lied geht es zunächst um das lyrische Ich, gesungen von Philipp Laude, das sich an einem Sonntag einen schönen Nachmittag am See macht. Doch plötzlich klingelt sein Smartphone und sein Chef fordert es auf, am Arbeitsplatz zu erscheinen. Im anschließenden Refrain, der mit „Halt dein Maul!“ eingeleitet wird, verspottet das lyrische Ich ihn. Im zweiten Teil des Liedes (nach dem Refrain) trifft sich ein anderer junger Mann, der von Mathias Roll ebenfalls in der Rolle des lyrischen Ichs gesungen wird, mit einer attraktiven Frau, die er im Internet kennengelernt hat, in einem Restaurant. Sie langweilt ihn aber sehr, da sie die ganze Zeit nur redet. Daraufhin beginnt der Refrain erneut. Nach dem zweiten Refrain werden verschiedene Stichwörter aufgezählt, die entweder negativ konnotiert sind oder auf ironische Weise so dargestellt werden. Jedes genannte Stichwort wird mit dem Ausruf „Halt dein Maul!“ kommentiert. Mit dem dritten Durchgang des Refrains endet das Lied.

### Musikvideo
Das Musikvideo zu „Halt dein Maul“ wurde auf dem Kanal von Y-Titty beim Videoportal YouTube hochgeladen.
Während der Strophen zeigt es abwechselnd Szenen, die den Liedtext illustrieren, und die Mitglieder von Y-Titty, die (mit sehr einfachen Nachbildungen von Instrumenten und Mikrofonen in der Hand) das Lied aufführen. Im Hintergrund ist immer wieder auch der Trommler zu sehen, der auch in anderen Musikvideos des Trios auftaucht. Während der Aufzählung der Stichwörter werden diese ebenfalls in Bildern dargestellt.
Zum Refrain werden einerseits ebenfalls zur Handlung passende Szenen gezeigt, in denen jedoch auch jubelnde und tanzende Menschen (Kollegen Phils, Besucher des Restaurants) vorkommen. Andererseits finden sich im zweiten und dritten Refrain auch Szenen, die zu anderen Handlungssträngen gehören, beispielsweise die Wiese am See mit feiernden Menschen und der Arbeitsplatz, der gerade zerstört wird (beide aus Strophe 1). Auch Personen, die im Lied negativ dargestellt werden (beispielsweise der Arbeitgeber Phils oder die „Sexbombe“), feiern hierbei mit und sind singend und tanzend im Bild zu sehen.
Das Video wurde mit vielen anderen bekannten YouTube-Nutzern aufgenommen, darunter auch ApeCrime, MrTrashpack, Christoph Krachten von Clixoom, Joyce Ilg und Die Lochis. Geschnitten wurde das Video vom Youtuber/Editor Jonas Ressel des Youtubekanals „Cinema strikes Back“.
2014 gewann Y-Titty den ECHO für das Musikvideo, in der Kategorie „Bestes Video (national)“.

## Charts und Chartplatzierung
Wie das Ensemble in einigen Ankündigungen verlauten ließ, erwarten die Mitglieder einen sehr großen Erfolg mit der Single. Ziel sei – wie schon beim letzten Lied – eine Positionierung innerhalb der Top 10 der deutschen Singlecharts. Am 19. August gab Media Control bekannt, dass „Halt dein Maul“ auf Platz 5 in die Singlecharts einsteigt, womit das Ziel erreicht war. Auch in den Schweizer und den Österreichischen Singlecharts konnte mit Platz 9 und Platz 7 eine Platzierung in den Top 10 erreicht werden.
| ChartsChartplatzierungen | Höchstplatzierung | Wochen |
| ------------------------ | ----------------- | ------ |
| Deutschland (GfK)        | 5 (11 Wo.)        | 11     |
| Österreich (Ö3)          | 7 (8 Wo.)         | 8      |
| Schweiz (IFPI)           | 9 (3 Wo.)         | 3      |

## Auszeichnungen
2014: Echo für „Bestes Video National“